# Barraca de roter

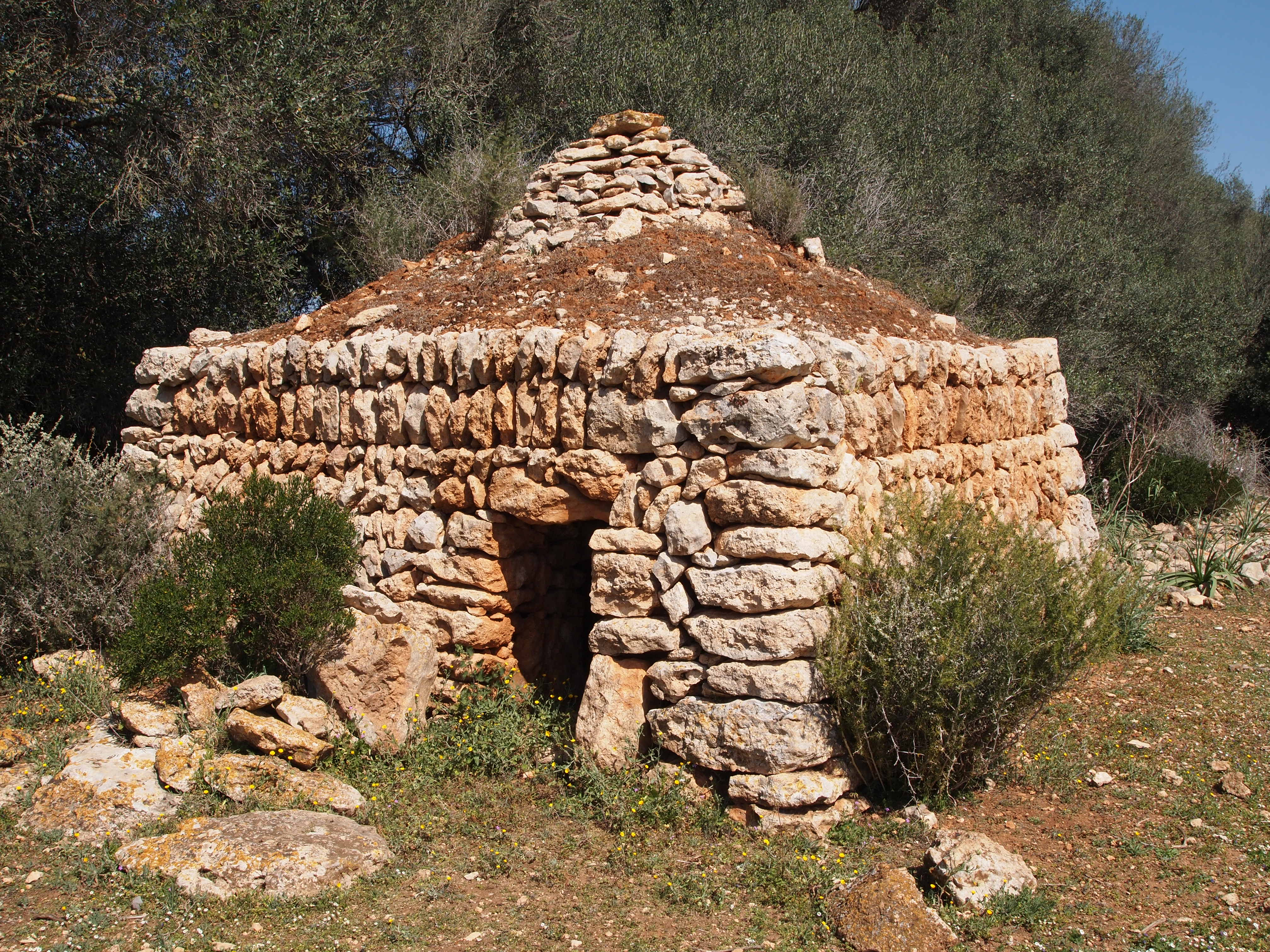
Barraca de roter de la possessió de Ses Males Cases al municipi de Llucmajor, Mallorca.

La barraca de roter és un tipus de barraca característica de Mallorca que construïen els roters a les seves rotes. Generalment la barraca de roter és de planta més o manco rectangular construïda de pedres, de dimensions reduïdes (entre 4 i 12 metres de llargària i 3 o 4 metres d'amplària) d'una sola habitació amb un portal, que sol ser l'única obertura. Té dos aiguavessos i pot tenir dos tipus de cobertes diferents. A la serra de Tramuntana (Mallorca), la coberta es fa amb una jàssera, sobre la qual es col·loca un entramat de troncs i a damunt càrritx ben atapeït per impedir el pas de la pluja. En canvi, a les marines, a damunt la jàssera i els troncs trobam una disposició de lloses de pedra i a sobre una capa de call vermell. Era habitada pel roter.